# Hrachovo
Hrachovo (in ungherese: Rimaráhó, in tedesco: Chrachau) è un comune della Slovacchia facente parte del distretto di Rimavská Sobota, nella regione di Banská Bystrica.
Il villaggio è citato per la prima volta nel 1247 con il nome di Hrachou, quale importante castello della zona, di proprietà dei conti Jakóffy. Nel 1500 e nel 1600 il villaggio e il castello furono distrutti dagli ottomani. Dal 1938 al 1944 fece parte dell'Ungheria.
Hrachovo conserva ancora l'omonimo castello, ricostruito nel 1565 in stile rinascimentale.